# Medailové pořadí na Zimních olympijských hrách 1980
Toto je medailové pořadí zemí na Zimních olympijských hrách 1980, které se konaly v Lake Placid ve Spojených státech amerických od 14. února 1980 do 23. února 1980. Těchto her se zúčastnilo 1072 sportovců z 37 zemí v 38 disciplínách v 6 sportech.

## Počet medailí
Toto je kompletní tabulka počtu medailí udělených na Zimních olympijských hrách 1980 podle údajů Mezinárodního olympijského výboru.
| Pořadí | Země                                 | Zlato | Stříbro | Bronz | Celkem |
| ------ | ------------------------------------ | ----- | ------- | ----- | ------ |
| 1      | Sovětský svaz (URS)                  | 10    | 6       | 6     | 22     |
| 2      | Německá demokratická republika (GDR) | 9     | 7       | 7     | 23     |
| 3      | Spojené státy americké (USA)         | 6     | 4       | 2     | 12     |
| 4      | Rakousko (AUT)                       | 3     | 2       | 2     | 7      |
| 5      | Švédsko (SWE)                        | 3     | 0       | 1     | 4      |
| 6      | Lichtenštejnsko (LIE)                | 2     | 2       | 0     | 4      |
| 7      | Finsko (FIN)                         | 1     | 5       | 3     | 9      |
| 8      | Norsko (NOR)                         | 1     | 3       | 6     | 10     |
| 9      | Nizozemsko (NED)                     | 1     | 2       | 1     | 4      |
| 10     | Švýcarsko (SUI)                      | 1     | 1       | 3     | 5      |
| 11     | Velká Británie (GBR)                 | 1     | 0       | 0     | 1      |
| 12     | Západní Německo (FRG)                | 0     | 2       | 3     | 5      |
| 13     | Itálie (ITA)                         | 0     | 2       | 0     | 2      |
| 14     | Kanada (CAN)                         | 0     | 1       | 1     | 2      |
| 15     | Maďarsko (HUN)                       | 0     | 1       | 0     | 1      |
| 15     | Japonsko (JPN)                       | 0     | 1       | 0     | 1      |
| 17     | Bulharsko (BUL)                      | 0     | 0       | 1     | 1      |
| 17     | Československo (TCH)                 | 0     | 0       | 1     | 1      |
| 17     | Francie (FRA)                        | 0     | 0       | 1     | 1      |
| Celkem | Celkem                               | 38    | 39      | 38    | 115    |